# Kim (powieść)
Kim (ang. Kim) – powieść angielskiego laureata Nagrody Nobla, Rudyarda Kiplinga, opublikowana w roku 1901.
Uchodzi za jeden z jego najbardziej poczytnych utworów i jest zaliczana do klasyki literatury młodzieżowej. Jej bohater, chłopiec irlandzkiego pochodzenia, wraz ze starym lamą przemierza Indie, przeżywając wiele przygód i napotykając na swojej drodze oryginalne postacie. Tłem akcji są rozgrywki szpiegowskie prowadzone między Rosją a Wielką Brytanią na terenie Azji Środkowej. W roku 1998 Kim zajął 78. miejsce na liście „100 najlepszych powieści anglojęzycznych XX wieku” opracowanej przez wydawnictwo Modern Library.

## Publikacja i interpretacje
Po raz pierwszy Kim był publikowany jako powieść w odcinkach, od grudnia 1900 roku do października 1901 roku, na łamach amerykańskiego miesięcznika McClure’s Magazine. Wydanie książkowe ukazało się w roku 1901 w oficynie Macmillan & Co. Powieść cieszyła się dużą popularnością wśród czytelników, a przez wielu badaczy dorobku Kiplinga została uznana za najwybitniejsze dzieło pisarza. Niektórzy krytycy, ze względu na wartką narrację i zmienną scenerię, wiązali ją z nurtem literatury pikarejskiej, zwłaszcza z Łazikiem z Tormesu. Dla innych natomiast podróż chłopca i starego lamy była udanym nawiązaniem do słynnych przygód Don Kichota i Sancho Pansy u Cervantesa oraz pana Pickwicka i Sama Wellera w powieści Dickensa. Wędrówka pary bohaterów pozwoliła pisarzowi ujawnić rozwarstwienie społeczne w Indiach, zaprezentować kulturową różnorodność tego kraju oraz nakreślić dowcipny i urozmaicony obraz hinduskiej codzienności. Choć tytułowy bohater, jak często u Kiplinga, żył na pograniczu dwóch odrębnych kultur, to o oryginalności pomysłu i zaskakujących zwrotach akcji tym razem przesądził wątek szpiegowski osadzony w realiach czasów „wielkiej gry”. Dodatkową atrakcją stał się barwny język bohaterów, w którym pisarz zawarł angielskie archaizmy, zabawne błędy artykulacyjne i określenia z rozmaitych hinduskich narzeczy.
Uważa się niekiedy, że Kipling próbował dzięki tej powieści odeprzeć zarzuty krytyków, twierdzących, iż jego umiejętności pisarskie ograniczają się jedynie do krótkich form prozatorskich. Okazało się jednak, że także Kim jest w gruncie rzeczy tylko serią opowiadań, w których pojawiają się te same postacie. Niektóre z nich czytelnicy znali już z wcześniejszych tekstów (Lispeth), inne były portretami realnych osób (jako kustosza muzeum Kipling przedstawił własnego ojca). Ukazanej w Kimie malowniczej panoramie Indii często zarzucano brak głębszej analizy poruszanych zagadnień, typowej chociażby dla dzieł Josepha Conrada.

## Źródło inspiracji
Kim zainspirował wielu pisarzy literatury fantastycznej. Pierwsza część powieści Roberta Heinleina Citizen of the Galaxy (1957) ukazuje kilkunastoletniego niewolnika o niejasnym pochodzeniu, mieszkającego na feudalnej planecie, któremu polecenia wydaje kosmiczny szpieg. W książce nie brakuje fakirów, ulicznych sprzedawców i bogaczy z wyższych kast, którzy przywodzą na myśl epizodyczne postacie z utworu Kiplinga. Również w powieściach Game of Empire (1985) Poula Andersona i Declare (2001) Tima Powersa wykorzystano niektóre wątki i pomysły z Kima. Hołdem złożonym dziełu Kiplinga jest powieść 7th Sigma Stevena Goulda (2011), w której chłopiec imieniem Kim zostaje przeszkolony przez nauczyciela sztuk walki i rozpoczyna pracę wywiadowczą. Cytaty z Kima zostały wykorzystane jako motto poszczególnych rozdziałów.
Powieść Kiplinga była również przenoszona na ekran. Duży sukces odniosła wersja Victora Saville’a z roku 1950. Muzykę do tego filmu skomponował André Previn, a główne role zagrali Errol Flynn, Dean Stockwell, Paul Lukas i Thomas Gomez. W wersji telewizyjnej zrealizowanej w roku 1984 przez Johna Daviesa wystąpili Peter O’Toole, Bryan Brown i John Rhys-Davies.

## Streszczenie

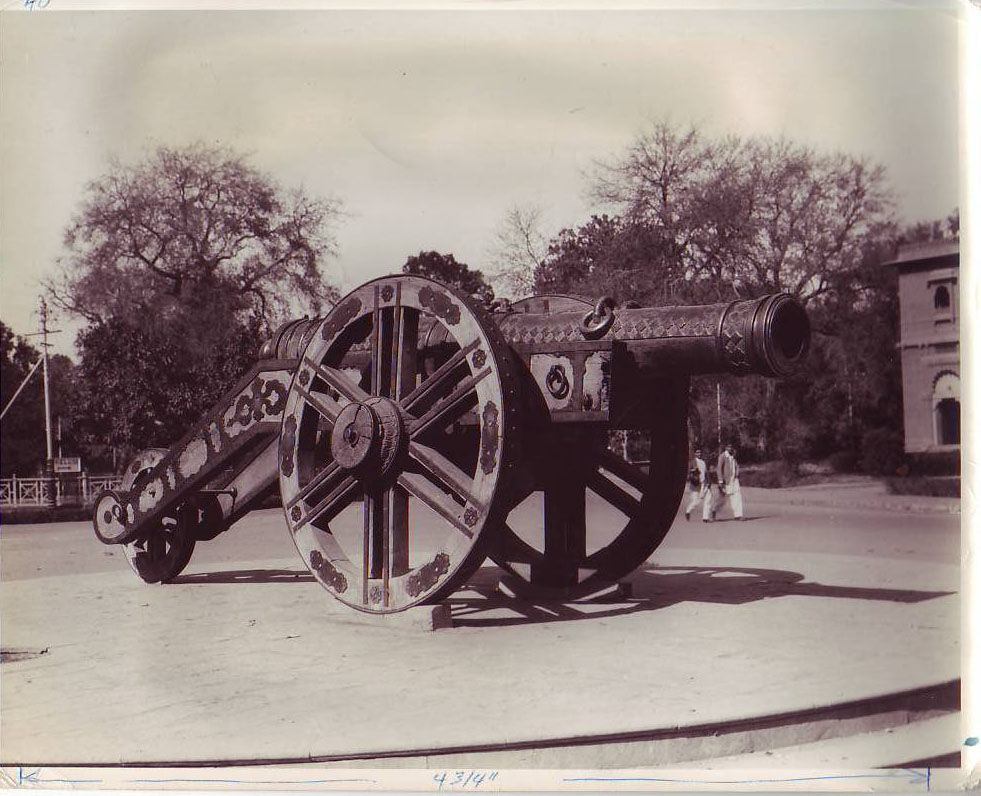
Armata z Lahore, przy której rozpoczyna się akcja Kima

Akcja powieści rozgrywa się między drugą a trzecią wojną brytyjsko-afgańską, najprawdopodobniej w latach 1893–1898. Kim to trzynastoletni irlandzki sierota, którego matka, niańka w domu wojskowego, zmarła na cholerę. Po ojcu, chorążym uzależnionym od alkoholu i opium, pozostała mu jedynie sakiewka z dokumentami, których sensu nie rozumie, oraz obietnica, że w przyszłości zatroszczy się o niego „dziewięciuset chłopów na schwał, istnych diabłów, których bożyszczem jest Ryży Byk w zielonym polu”.
Chłopiec mieszka w Lahore, gdzie utrzymuje się z żebraniny i drobnych zleceń. Pewnego dnia spotyka, w pobliżu armaty na muzealnym dziedzińcu, starego tybetańskiego lamę, który opuścił klasztor i wyruszył w podróż, by odnaleźć legendarną Rzekę Strzały, wierząc, że kąpiel w jej wodach zmazuje wszystkie winy. Mnich pragnie również zobaczyć Benares, główny ośrodek buddyzmu, oraz odwiedzić trzy ważne miasta: Kapilavastu, gdzie Budda przyszedł na świat, Bodh Gaja, gdzie doznał oświecenia, i Kushinagar, gdzie zmarł. Chłopiec zgadza się zostać chelą, czyli uczniem, przewodnikiem i sługą mnicha, a tym samym wraz nim rozpocząć wędrówkę po Indiach. Przed podróżą podejmuje się na polecenie Mahbuba Alego – jednego z najlepszych koniarzy w Pendżabie, a zarazem członka siatki szpiegowskiej – dostarczyć zaszyfrowaną wiadomość pułkownikowi Creightonowi, przebywającemu w Umballi. Jadąc pociągiem, chłopiec i lama mają okazję poznać przedstawicieli najróżniejszych kast i zawodów, między innymi: rolnika z Dźalandharu, hinduskiego lichwiarza, prostytutkę z Amritsaru, rzemieślnika ze społeczności sikhów i młodego żołnierza z Dżammu. Po spełnieniu tajnego zadania, Kim prowadzi mnicha starożytnym traktem wiodącym od Kalkuty aż do Kabulu. Spośród wielu spotkanych na drodze postaci szczególne wrażenie wywiera na nich bogata wdowa z rycerskiego rodu, kłótliwa i dobroduszna, której lama udziela porad zdrowotnych i której opowiada o swojej wierze.
Wkrótce uwagę bohaterów przykuwa chorągiewka pułku Mavericków, który w herbie ma wizerunek byka. Kiedy Kim przygląda się z ukrycia żołnierzom, zostaje schwytany i rozpoznany jako syn dawnego chorążego. Tożsamość chłopca potwierdzają dokumenty, z którymi nigdy się nie rozstaje: metryka chrztu oraz książeczka wojskowa ojca wraz z poświadczeniem jego przynależności do loży masońskiej. Z woli katolickiego kapelana Kim trafia do angielskojęzycznej szkoły w Lucknow, lama zaś zobowiązuje się finansować jego naukę. W tym okresie opiekunem chłopca jest pułkownik Creighton. Kim spędza w szkole trzy lata, zdobywając między innymi umiejętności kartografa i geodety, które mają mu się przydać w pracy wywiadowczej na rzecz brytyjskiego imperium. Jedynie w czasie wakacji może sobie pozwolić na podróżowanie po Indiach, poznawanie nowych ludzi i podtrzymywanie serdecznej przyjaźni z Mahbubem Alim, którego ostrzega przed złoczyńcami. W tym okresie trafia również do Shimli, gdzie zostaje domownikiem sahiba Lurgana, ucząc się u niego zasad charakteryzacji, ćwicząc spostrzegawczość i rozwijając umiejętności aktorskie.
Prawie szesnastoletni Kim, po złożeniu najważniejszych egzaminów, wyrusza na polecenie swojego przełożonego, doświadczonego agenta Hurreego Babu, w Himalaje, gdzie ma do wykonania pierwsze trudne zadanie: musi poznać tajemnice szpiegów konkurencyjnego wywiadu, Francuza i Rosjanina, podejrzewanych o współpracę z nielojalnymi radżami. W wyprawie towarzyszy mu lama, który nadal szuka świętej rzeki. Misja po utarczce z nieprzyjaciółmi kończy się sukcesem: Kim zdobywa mapy wywiadowców oraz ich poufną korespondencję. Jednak lama, uderzony przez rosyjskiego agenta i wstrząśnięty własną porywczością, stopniowo traci siły. Obu u kresu wyczerpującej podróży przygarnia stara wdowa, którą spotkali przed laty rozpoczynając wędrówkę. Wtedy lama po długich medytacjach i dwudniowym poście doznaje wizji, podczas której rozpoznaje w pobliskim strumieniu Rzekę Strzały, a jego dusza odłącza się od ciała. Gdy odzyskuje świadomość, znajduje u swojego boku wiernego Kima.

## Główne postacie

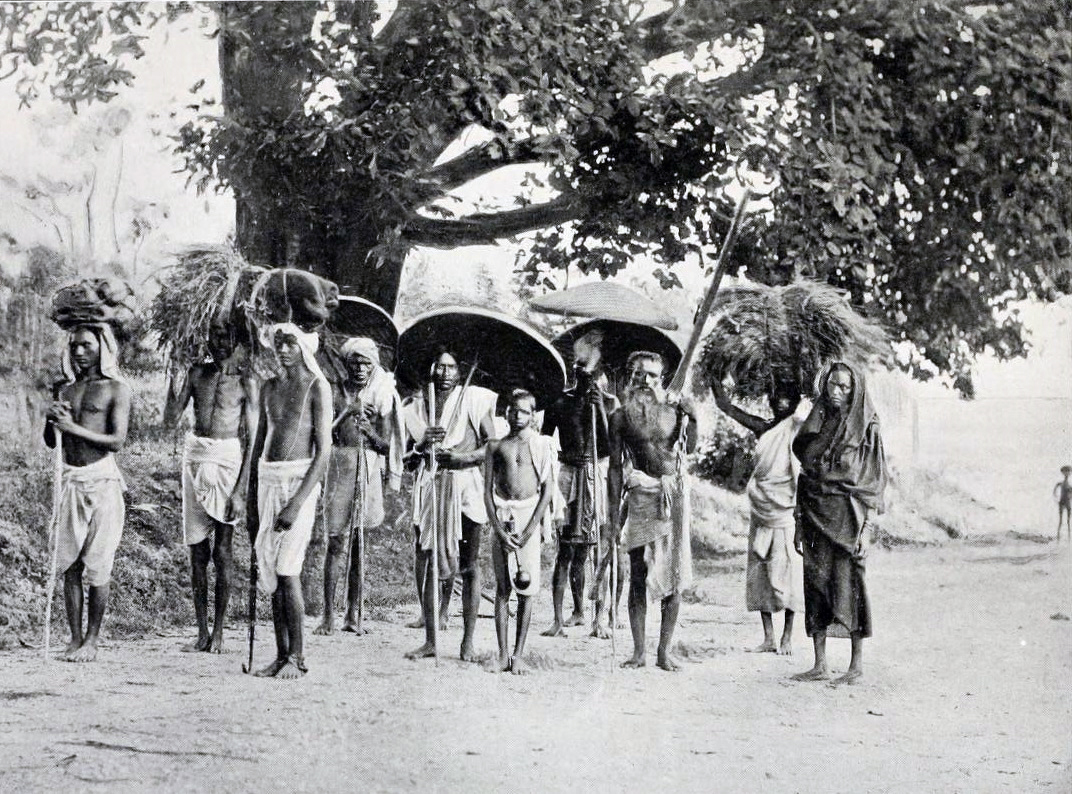
Wędrowcy na szlaku transkontynentalnym, którym podróżował Kim z lamą, 1910

- Kimball „Kim” O’Hara – tytułowy bohater powieści, sierota, syn irlandzkiego żołnierza, nazywany „małym przyjacielem całego świata”[16]
- lama Teshoo – tybetański mnich, przeor z klasztoru Such-zen w zachodnich Himalajach, podążający ścieżką duchowego rozwoju
- Mahbub Ali – przedstawiciel ludu Pasztunów, sunnita, handlarz końmi prowadzący działalność szpiegowską na rzecz Brytyjczyków[17]
- kobieta z Kulu – stara wdowa z rycerskiego rodu radźputów, mająca posiadłości w pobliżu Saharanpur, nazywana „sahibą”
- stary żołnierz – sikh z pułku konnicy, który dochował wierności Brytyjczykom podczas powstania sipajów[18]
- wielebny Arthur Bennett – anglikański kapelan pułku, w którym służył ojciec Kima
- ojciec Wiktor – rzymskokatolicki kapelan Irlandczyków
- pułkownik Creighton – oficer armii brytyjskiej, związany z Instytutem Badań Etnologicznych, będącym także przykrywką dla działalności wywiadowczej
- sahib Lurgan – znawca kamieni szlachetnych, właściciel sklepu z indyjskimi i tybetańskimi osobliwościami, szkolący początkujących agentów, nazywany „uzdrawiaczem pereł”
- Hurree Chunder Mookerjee, zwany Hurree Babu albo Babu – bengalski szpieg pracujący dla Brytyjczyków, bezpośredni zwierzchnik Kima podczas wyprawy w Himalaje
- Huneefa – niewidoma czarownica, która odprawiła magiczny rytuał, mający chronić Kima przed niebezpieczeństwem
- dżat z Dźalandharu – pendżabski dzierżawca, którego dziecko Kim wyleczył chininą
- Maratha – szpieg o kryptonimie E 23, któremu Kim pomógł przebrać się za sadhu i uciec policjantom na dworcu w Delhi
- kobieta z Shamlegh – poliandryczna mieszkanka osady w Himalajach, niegdyś nieszczęśliwie zakochana w Europejczyku, która pomogła Kimowi opuścić górskie tereny[19]